# Cybaeus jinsekiensis
Espèce
Cybaeus jinsekiensis est une espèce d'araignées aranéomorphes de la famille des Cybaeidae.

## Distribution
Cette espèce est endémique de Honshū au Japon,. Elle se rencontre dans les préfectures de Hiroshima, d'Okayama, de Shimane et de Tottori.

## Description
Le mâle holotype mesure 5,50 mm et la femelle paratype mesure 6,00 mm.

## Étymologie
Son nom d'espèce, composé de jinseki et du suffixe latin -ensis, « qui vit dans, qui habite », lui a été donné en référence au lieu de sa découverte, Jinsekikōgen.

## Publication originale
- Ihara, 2006 : Cybaeus jinsekiensis n. sp., a spider species with protogynous maturation and mating plugs (Araneae: Cybaeidae). Acta Arachnologica, vol. 55, no 1, p. 5-13 (texte intégral).